# Concrete Blonde
Concrete Blonde es una banda estadounidense de rock alternativo.  Muy conocida gracias a su álbum Bloodletting lanzado en 1990 donde se incluía su sencillo «Joey». Estuvieron activos de 1982 a 1995, posteriormente del 2001 a 2004 y por último volvieron a reunirse en 2010. Desde entonces siguen realizando conciertos.

## Historia

### Inicios
La cantante, bajista, y compositora Johnette Napolitano y el guitarrista James Mankey fundaron una banda llamada Dream 6 en 1982.  Ellos lanzaron en Francia un EP homónimo con la compañía Happy Hermit un año después.  Tardaron unos años para atraer la atención de una compañía discográfica, hasta que en 1986 firmaron contrato con I.R.S. Records. Ya con la compañía, Michael Stipe, exvocalista de R.E.M., les sugirió que le cambiaran el nombre a su banda y se nombraran Concrete Blonde. El baterista Harry Rushakoff se unió a la banda para grabar su primer álbum con este nombre.

### Concrete Blonde: Primera etapa
En 1986, la banda lanzó su primer álbum de estudio llamado Concrete Blonde y su sencillo fue «Still in Hollywood».  Dos años después, contrataron al guitarrista Alan Bloch y publicaron el disco Free. El tema «God is a Bullet» alcanzó el lugar 15.º de la lista Modern Rock Tracks de Billboard en los EE. UU.
Su tercer álbum de estudio, Bloodletting de 1990, fue el mayor éxito comercial para el grupo. En este disco, el batería de Roxy Music, Paul Thompson sustituyó a Rushakoff, pues éste se encontraba rehabilitado debido a su adicción a las drogas. El álbum fue certificado disco de oro por la Asociación de la Industria Discográfica de Estados Unidos (RIAA por sus siglas en inglés)  y el sencillo «Joey» se posicionó en el puesto 19.º del Billboard Hot 100. En tanto, «Caroline» llegó hasta la posición 23.º del Modern Rock Tracks.
En 1992, Concrete Blonde publicó su cuarta producción musical: Walking in London, ya con el regreso de Harry Rushakoff. Pasó un año para que la agrupación grabara y lanzara Mexican Moon. Este álbum refleja el interés que Napolitano tenía en la cultura y música mexicana. Después de la publicación de su quinto álbum, Concrete Blonde se separó.

### Trabajo con Los Illegals
Johnette Napolitano y James Mankey colaboraron con la banda estadounidense de punk Los Illegals y grabaron el disco Concrete Blonde y Los Illegals en 1997.  Varias canciones de este material discográfico contiene canciones con letras en español.

### Segunda etapa
Napolitano, Mankey y Rushakoff se reunieron en 2001 y un año más tarde lanzaron Group Therapy. Aunque Rushakoff grabó este álbum, fue despedido y entró en su lugar Gabriel Ramírez-Quezada. Ya con Ramírez-Quezada en la batería, se publicó en 2004 su octava producción de estudio: Mojave.
En junio de 2006, Johnette Napolitano declaró que la banda se separaría.

### Tercera etapa
Cuatro años pasaron para que Concrete Blonde se volviera a integrar de nuevo. En 2012, fue lanzado un EP nombrado Rosalie, el cual numera dos temas: «Rosalie» y «I Know the Ghost».  También en ese año, el grupo realizó una gira donde efectuó algunos conciertos en varias ciudades del este de Estados Unidos.

## Discografía

### Álbumes de estudio
| Nombre                         | Año de publicación | Discográfica       | Posición máxima Estados Unidos | Certificación Estados Unidos |
| ------------------------------ | ------------------ | ------------------ | ------------------------------ | ---------------------------- |
| Concrete Blonde                | 1986               | I.R.S. Records     | 96.º                           | —                            |
| Free                           | 1988               | I.R.S. Records     | 148.º                          | —                            |
| Bloodletting                   | 1990               | I.R.S. Records     | 49.º                           | Oro                          |
| Walking in London              | 1992               | I.R.S. Records     | 73.º                           | —                            |
| Mexican Moon                   | 1993               | I.R.S. Records     | 67.º                           | —                            |
| Concrete Blonde y Los Illegals | 1997               | ARK 21 Records     | —                              | —                            |
| Group Therapy                  | 2002               | Manifiesto Records | —                              | —                            |
| Mojave                         | 2004               | Manifiesto Records | —                              | —                            |